# エフゲニー・コロレフ
- イェヴゲーニー・イェヴゲーニエヴィッチ・コロレフ

エフゲニー・エヴゲーニエヴィチ・コロレフ（Evgeny Evgenevich Korolev, ロシア語: Евгений Евгеньевич Королёв, 1988年2月14日 - ）は、ロシア・モスクワ出身の男子プロテニス選手。ATPランキング自己最高位はシングルス46位、ダブルス113位。これまでにATPツアーでの優勝経験は単複共ないが、シングルスで一度の準優勝がある。身長185cm、体重82kg。右利き、バックハンド・ストロークは両手打ち。プロ転向当初はロシア国籍で活動していたが、2010年1月からカザフスタン国籍に変更して活動している選手であり、ロシアの女子プロテニス選手アンナ・クルニコワの従姉弟としても知られる人物である。

## 来歴～ジュニア時代
元プロホッケー選手の同名の父エフゲニーと主婦の母イリーナとの間に2人兄弟の次男として生まれ、4歳の頃から父親の指導によりテニスを始め、同時期にエフゲニー・カフェルニコフやマラト・サフィン、アナスタシア・ミスキナを始めとするロシアのトップ選手を多数輩出したことでも名高いモスクワの名門テニスクラブスパルタ・テニスクラブで本格的な指導を受けるようになる。この頃から非凡な才能を発揮してたコロレフは10歳になると個人スポンサーを獲得し、より良いトレーニング環境を求め家族でドイツに移住。一家はミュンヘン郊外に居を構え、コロレフはここでジュニア時代を過ごす事となる。ジュニア時代にはITFジュニアサーキット等のジュニア大会には一切参加せず2003年からITF男子サーキットへの出場を開始。同年にわずか15歳でATPポイントを獲得すると、2004年シーズンにはITF男子サーキットでシングルス1優勝1準優勝、ダブルスで1優勝を挙げる。また母イリーナの妹であるアラの娘アンナ・クルニコワが、同じテニス選手として当時既に世界的な名声を誇る選手であったこともあり、その親戚という出自のコロレフも早くから自然と注目を集める若手有望選手の一人であった。翌2005年にプロ転向。

## プロ転向後

### 2005年
プロ転向後最初のシーズンとなった2005年は、ラッキールーザーで本戦に出場した10月第5週のランベルツ・オープン・バイ・STAWAGシングルスでATPチャレンジャーツアー初優勝を果たす。この年は他にもシングルスでITF男子サーキット3優勝1準優勝、ダブルスでもチャレンジャーで1優勝、ITF男子サーキットで1優勝1準優勝を挙げる活躍でシングルス年度末ランキングも前年の411位から184位に急上昇させた。

### 2006年
シングルスではラッキールーザーで出場した2月のオープン13で初のATPツアー本戦出場を果たす。大会当時188位であったコロレフだったが、1回戦でアレクサンドレ・シドレンコを2-6, 6-4, 6-1のフルセットで下しツアー初勝利を上げると、続く2回戦で大会第3シード、当時世界ランク6位のニコライ・ダビデンコを6-4, 7-6(6)のストレートで破る番狂わせを演じ、セバスチャン・グロジャンとの準々決勝まで進出する。予選を勝ち上がり出場した5月のバルセロナ・オープン・バンコ・サバデルでは、1回戦で大会第15シードのカルロス・モヤを7-5, 6-4のストレートで、2回戦でフェルナンド・ビセンテを6-3, 6-0のストレートでそれぞれ破り3回戦に進出。3回戦ではイボ・カロビッチと対戦したが7-6(4), 6-7(4), 6-7(5)のフルセットで惜敗。6月には予選会を勝ち上がり、グランドスラム本戦初出場となった全仏オープン1回戦でアンドレアス・セッピを6-4, 2-6, 3-6, 7-5, 6-1のフルセットで破り2回戦に進出。2回戦では当時世界ランク10位で2004年全仏オープン男子シングルス優勝者のガストン・ガウディオに挑戦したが、試合時間3時間32分、3-6, 7-6(5), 4-6, 6-3, 4-6のフルセットの末惜敗した。この年は他にも予選を勝ち上がり本戦に出場した7月のスウェーデン・オープンでも当時世界ランク9位の大会第2シードトミー・ロブレドとの準々決勝まで進出した他、チャレンジャーツアーでも1度の優勝と1度の準優勝を挙げる好成績を残し、シングルス年度末ランキングも前年の184位から102位まで上昇。10代の選手としては同92位のフアン・マルティン・デル・ポトロに次ぐ順位でシーズンを終えた。

### 2007年
2007年は本格的にATPツアーに参戦する年となり、シングルスでは1月のメディバンク国際で予選を勝ち上がり、当時世界ランク5位のジェームズ・ブレークとの準々決勝まで進出。2月のテニス・チャンネル・オープンでは、ラウンドロビンで当時世界ランク6位のジェームズ・ブレークを6-2, 6-4のストレートで破る活躍で準々決勝に進出すると、準々決勝ではサム・クエリーを6-4, 6-4のストレートで破り自身初のツアーベスト4に進出。準決勝では大会第4シードのユルゲン・メルツァーに7-6(4), 2-6, 6-7(4)のフルセットで惜敗した。これらの活躍により4月16日付のATPランキングで自己最高位となる「63位」を記録したが、5月に以前から悪化していたヘルニア手術のためツアーを離脱し、全仏オープン出場を断念する。6月のゲリー・ウェバー・オープンでツアーに復帰。復帰直後の芝シーズンでは不得手のサーフェスなこともあり低調な結果に終わったが、得意のクレーコートではノーシードで出場した7月のオランダ・オープン1回戦で第4シードのドミニク・フルバティを
6-3, 6-7(3), 6-3のフルセットで破り、第2シードのミハイル・ユーズニーとの準々決勝まで進出した他、予選を勝ち上がり出場した10月のモゼール・オープンでも1回戦で第5シードのポティート・スタラーチェを6-3, 6-3のストレートで破る活躍で第2シードのギリェルモ・カニャスとの準々決勝まで進出するなど好成績を収め、年度末ランキングも自身初のトップ100フィニッシュとなる83位でシーズンを終えた。

### 2008年
シングルスではノーシードで出場した1月のメディバンク国際で2年連続の準々決勝進出を果たすと、同じくノーシードで出場した4月のバレンシア・オープン1回戦で第6シードのイーゴリ・アンドレエフを6-4, 4-6, 7-6(4)のフルセットで、2回戦で主催者推薦のダニエル・ヒメノ＝トラベルを6-7(8), 7-6(2), 6-3のフルセットで、準々決勝ではノーシードのロビン・ハーセを7-5, 6-4のストレートでそれぞれ下し、今シーズン初の準決勝進出を果たす。キャリア二度目となった準決勝では大会第5シードのニコラス・アルマグロに挑戦したが、試合時間1時間ちょうど、1-6, 4-6のストレートでアルマグロに惨敗している。この年は他にもノーシードで出場した6月のオレンジ・ワルシャワ・オープンで、当時世界ランク4位のニコライ・ダビデンコとの準々決勝まで進出した他、初めて1シーズンで全てのグランドスラム本戦に出場し、全豪オープンと全米オープンでは2回戦に進出するなどの好成績を収めたが、9月のBCRルーマニア・オープン1回戦で敗退したのを最後にまたしてもヘルニア手術の為ツアーを離脱し、10月下旬のサンクトペテルブルク・オープンまでの休養を余儀なくされた為前年のポイントを防衛することが出来ず、年度末ランキングも前年より30位下げる113位でシーズンを終えた。

### 2009年
全豪オープンでは予選から勝ち上がり、1回戦でカルロス・モヤを破ったが、2年連続の2回戦で第2シードのロジャー・フェデラーに2-6, 3-6, 1-6で完敗した。この後、2月のデルレイビーチ国際テニス選手権で初めてATPツアー決勝進出を果たす。コロレフは決勝でマーディ・フィッシュに5-7, 3-6で敗れ、ツアー初優勝を逃した。4月の全米男子クレーコート選手権でも準決勝に進出したがレイトン・ヒューイットに敗れた。この年このほかには年後半にモゼール・オープン、タイ・オープン、クレムリン・カップ、スイス・インドアで準々決勝進出を果たした。

### 2010年-
2010年全豪オープンでは自身初の3回戦進出を果たす。3回戦で世界ランク11位のフェルナンド・ゴンサレスに敗れた。2月22日付の世界ランキングで自己最高の46位となった。この年は全米オープンで日本の錦織圭と対戦したが、途中棄権している。この全米オープン以降、コロレフはグランドスラム本戦出場を果たせていない。

## ATPツアー決勝進出結果

### シングルス: 1回 (0勝1敗)
| 大会グレード                            |
| グランドスラム (0-0)                    |
| ATPワールドツアー・ファイナル (0-0)     |
| ATPワールドツアー・マスターズ1000 (0-0) |
| ATPワールドツアー・500シリーズ (0-0)    |
| ATPワールドツアー・250シリーズ (0–1)    |

| サーフェス別タイトル |
| ハード (0–1)         |
| クレー (0-0)         |
| 芝 (0-0)             |
| カーペット (0-0)     |

| 結果   | No. | 決勝日       | 大会           | サーフェス | 対戦相手             | スコア   |
| ------ | --- | ------------ | -------------- | ---------- | -------------------- | -------- |
| 準優勝 | 1.  | 2009年3月1日 | デルレイビーチ | ハード     | マーディ・フィッシュ | 5-7, 3-6 |

## 4大大会シングルス成績
略語の説明
| W | F | SF | QF | #R | RR | Q# | LQ | A | Z# | PO | G | S | B | NMS | P | NH |

W=優勝, F=準優勝, SF=ベスト4, QF=ベスト8, #R=#回戦敗退, RR=ラウンドロビン敗退, Q#=予選#回戦敗退, LQ=予選敗退, A=大会不参加, Z#=デビスカップ/BJKカップ地域ゾーン, PO=デビスカップ/BJKカッププレーオフ, G=オリンピック金メダル, S=オリンピック銀メダル, B=オリンピック銅メダル, NMS=マスターズシリーズから降格, P=開催延期, NH=開催なし.
| 大会           | 2006 | 2007 | 2008 | 2009 | 2010 | 2011 | 2012 | 2013 | 2014-2016 | 通算成績 |
| -------------- | ---- | ---- | ---- | ---- | ---- | ---- | ---- | ---- | --------- | -------- |
| 全豪オープン   | A    | 1R   | 2R   | 2R   | 3R   | LQ   | A    | LQ   | A         | 4–4      |
| 全仏オープン   | 2R   | A    | 1R   | 1R   | 1R   | LQ   | A    | A    | A         | 1–4      |
| ウィンブルドン | A    | 1R   | 1R   | 1R   | 2R   | LQ   | A    | A    | A         | 1–4      |
| 全米オープン   | A    | 1R   | 2R   | 1R   | 1R   | A    | A    | LQ   | A         | 1–4      |